# Roch Winter
Roch Winter (? - 1815) byl františkán, kazatel a teolog působící v české františkánské provincii. Narodit se mohl někdy před polovinou 18. století, řádové sliby složil před rokem 1766. Pravděpodobně v klášteře v Hostinném působil Roch Winter v roce 1770 jako lektor teologie připravující františkánské kleriky na kněžskou službu. K výuce používal čtyřdílné kompendium morální teologie Compendium seu Collectio universae Theologiae moralis napsané přibližně o 30 let dříve františkánem Benvenutem Petrem, jenž si ale Roch Winter zřejmě přizpůsobil a přepsal či doplnil podle svých potřeb nebo názorů. Františkán Roch Winter zemřel v Hostinném 25. července 1815.